# Varde Kaserne
Varde Kaserne ligger på Hjertingvej 127 i Varde og Hærens efterretningscenter samt sergentskolen er garnisoneret her.
Bygningsarbejderne blev iværksat omkring starten af 1952. 4. Feltartilleriregiment rykkede ind på kasernen 23. oktober 1953 og overtog de bygninger, der på det tidspunkt var færdige. Først den 6. august 1956 kunne den færdige kaserne dog indvies og den endelige pris for konstruktionen af kasernen beløb sig til 14.850.000 kroner. Kasernen bevirkede, at der skulle laves mange nye boliger i Varde, hvor mange boliger var forbeholdt militært personel. Det skete f.eks. på Stationsparken og blokkene på Ringkøbingvej. I umiddelbar nærhed af kasernen findes et trinbræt der bliver betjent af Arriva på strækningen mellem Esbjerg og Skjern.
Indenfor hovedindgangen til kasernen findes der en mindelund for de artillerister der i dansk tjeneste har mistet livet siden 9. april 1945.
I starten af 1970'erne oprettedes Hærens Ildstøtteskole som fik plads på Varde Kaserne.
Tårnfalk (UAV) var i sin tid også udstationeret på Varde Kaserne. Systemet viste sig at være et fejlkøb og blev efterfølgende solgt til Royal Canadian Air Force hvor det blev udfaset i 2009.
I 2013 blev det i forbindelse med Forsvarsforliget 2013-2017 besluttet at nedlægge Sønderborg Kaserne og flytte Hærens Sergentskole til Varde Kaserne.